# Arena (gemeente)

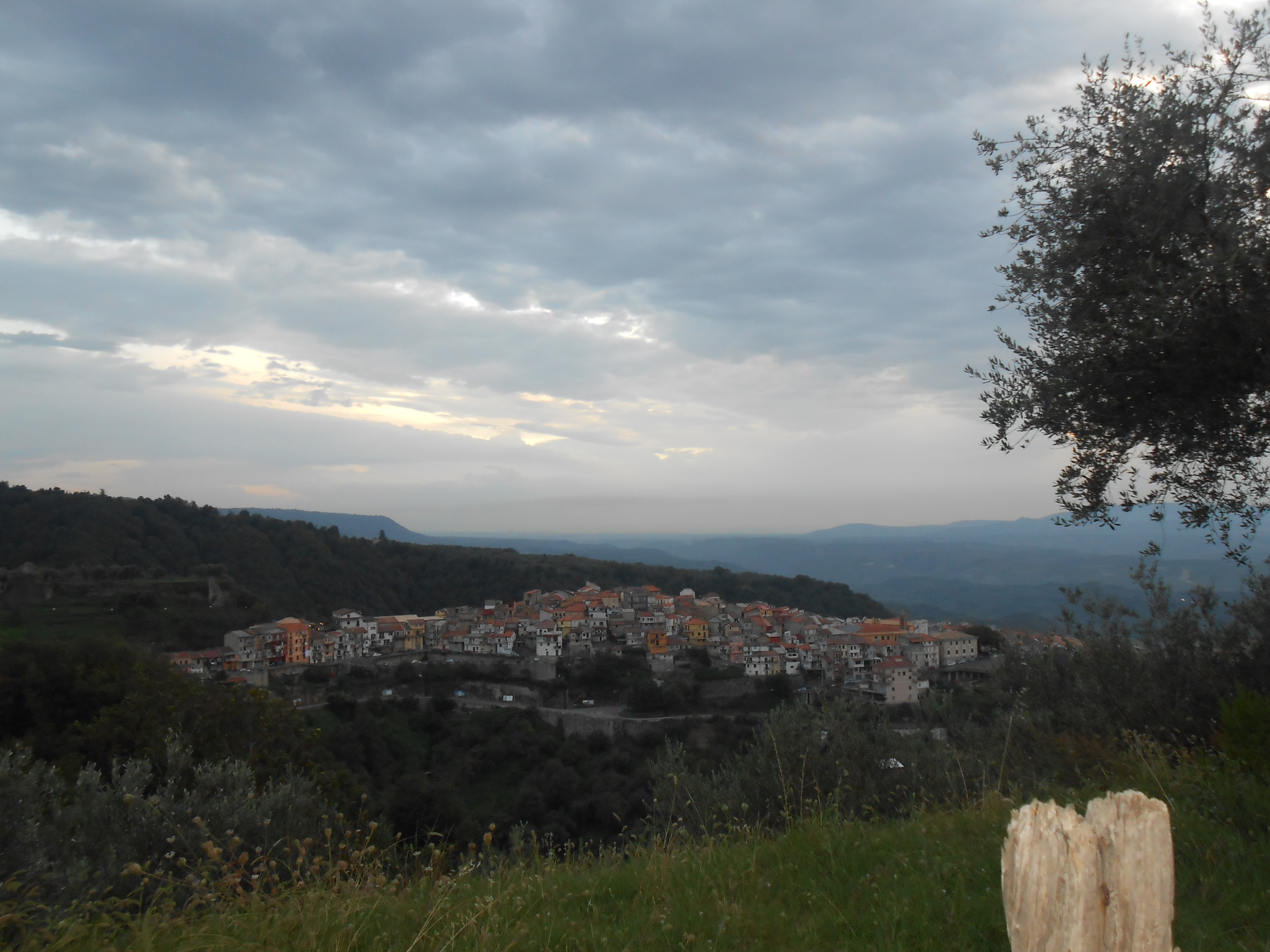
Arena

Arena is een gemeente in de Italiaanse provincie Vibo Valentia (regio Calabrië) en telt 1678 inwoners (31-12-2004). De oppervlakte bedraagt 32,4 km², de bevolkingsdichtheid is 59 inwoners per km².

## Demografie
Arena telt ongeveer 615 huishoudens. Het aantal inwoners daalde in de periode 1991-2001 met 13,0% volgens cijfers uit de tienjaarlijkse volkstellingen van ISTAT.
| Jaar | Inwoneraantal |
| ---- | ------------- |
| 1991 | 2069          |
| 2001 | 1799          |

## Geografie
Arena grenst aan de volgende gemeenten: Acquaro, Dasà, Fabrizia, Gerocarne, Mongiana, Serra San Bruno.